# Opération Kitona
partie de la Deuxième guerre du Congo
L'Opération Kitona est une offensive rwandaise et ougandaise qui marque le début de la Seconde Guerre du Congo. Le Rwanda espérait déposer Laurent-Désiré Kabila et installer un gouvernement plus favorable aux intérêts du Rwanda en prenant rapidement le contrôle de Kinshasa et de la province stratégique occidentale du Bas-Congo (aujourd'hui le Kongo Central). Le 4 août 1998, les forces conjointes du Rwanda et de l'Ouganda ont lancé une attaque surprise sur la base aérienne de Kitona dans l'ouest du Congo en utilisant des avions de ligne civils détournés. Bien qu'ils aient initialement réussi à prendre le contrôle des principaux ports et des infrastructures, l'intervention zimbabwéenne et angolaise a empêché les Rwandais et les Ougandais de prendre le contrôle de Kinshasa. Les forces d'invasion ont été contraintes de se retirer dans les jungles d'Angola jusqu'à ce qu'elles soient évacuées par avion vers le Rwanda à la fin de 1998.
Aujourd'hui, l'opération est étudiée pour son audacieux premier assaut aérien, ainsi que pour les échecs du renseignement du côté rwandais.

## Prélude
À la suite de la première guerre du Congo, le Rwanda, l'Ouganda et les groupes alliés de l'est du Congo avaient installé Laurent-Désiré Kabila en mai 1997 en tant que chef de la république démocratique du Congo nouvellement rebaptisée. À son tour, Kabila a nommé de nombreux Rwandais en tant que fonctionnaires clés dans son nouveau gouvernement et ses forces armées; y compris James Kabarebe qui a servi comme chef d'état-major de l'armée congolaise. Pendant plus d'un an, les soldats et les fonctionnaires rwandais ont soutenu le gouvernement Kabila, en utilisant l'influence pour exporter des matières premières au Rwanda.
À la fin de 1997, la population congolaise était de plus en plus fatiguée de l'Armée patriotique rwandaise, qui a combattu les insurrections anti-rwandaises dans l'est du Congo avec une brutalité considérable, a fait sortir clandestinement des ressources naturelles du pays, a confisqué des terres et des logements et a manqué de respect aux civils,,.
À la mi-1998, les tensions ethniques internes ont convaincu Kabila que l'influence rwandaise était une menace pour son pouvoir. Le 13 juillet, il a retiré tous les Rwandais des postes gouvernementaux et le 27 juillet, il a ordonné à tous les soldats restants de l'APR et de l'UPDF de quitter le pays. Kabila a remplacé ces pertes par des amis, des milices locales et des génocidaires hutus survivants. Les Banyamulenge (tutsis congolais) ont également été démis du pouvoir car ils étaient considérés comme des sympathisants rwandais. Ces actions ont mis en colère de nombreux membres du gouvernement rwandais, car elles constituaient une menace pour leur influence au Congo ainsi que pour la sécurité des Tutsis en RDC et au Rwanda. Paul Kagame, ministre rwandais de la Défense, inquiet de ces résultats depuis des mois, avait commencé à élaborer des plans pour une seconde intervention militaire au Congo en avril 1998,,,,,.

### Les plans rwandais
Kabarebe a proposé de faire voler les troupes rwandaises sur plus de 1 900 km à la base aérienne de Kitona dans l'ouest du Congo, à seulement 320 km de Kinshasa. Ici, ils seraient en mesure de prendre le contrôle de l'importante province économique du Bas-Congo, qui abrite les seuls ports maritimes du Congo, ainsi que les barrages d'Inga, principale source d'électricité pour l'ouest du Congo. Dans le chaos qui s'ensuivrait, ils marcheraient ensuite vers Kinshasa, déposeraient Kabila et installeraient un autre régime pro-Rwandais. L'expérience de Kabarebe au Congo l'a convaincu que divers dissidents locaux, allant des Banyamulenge internés aux anciens soldats de la FAZ, se joindraient aux Rwandais et aideraient à déposer rapidement le gouvernement Kabila,,,.

### Les premiers coups à Goma
Le soir du 2 août à Goma, le général Sylvain Mbuki des FAC et son adjoint se sont rendus à la station locale de la Radio-Télévision Nationale Congolaise, contrôlée par le Rwanda. Une fois sur place, il annonce une mutinerie au sein des FAC et déclare son intention de renverser Kabila. Pendant que ce message était diffusé, des commandos de l'Unité du haut commandement rwandais (HCU) sont entrés dans la ville et ont saisi l'aéroport international de Goma ainsi que quatre avions de ligne civils et un certain nombre de transports plus légers,,.
Le lendemain, des commandos rwandais de la HCU ont pris le contrôle de l'aéroport international de Goma, détournant quatre avions civils, 2 Boeing 727 et 2 Boeing 707, assis sur la piste. Le 4 août, les commandos ont été rejoints par plus de soldats rwandais et ougandais, y compris une unité d'artillerie légère ougandaise, totalisant plus de 500 soldats. Les pilotes ont ensuite reçu l'ordre, sous la menace d'une arme, de se diriger vers l'ouest, vers la base aérienne de Kitona.

## Succès initiaux

### Débarquement à Kitona

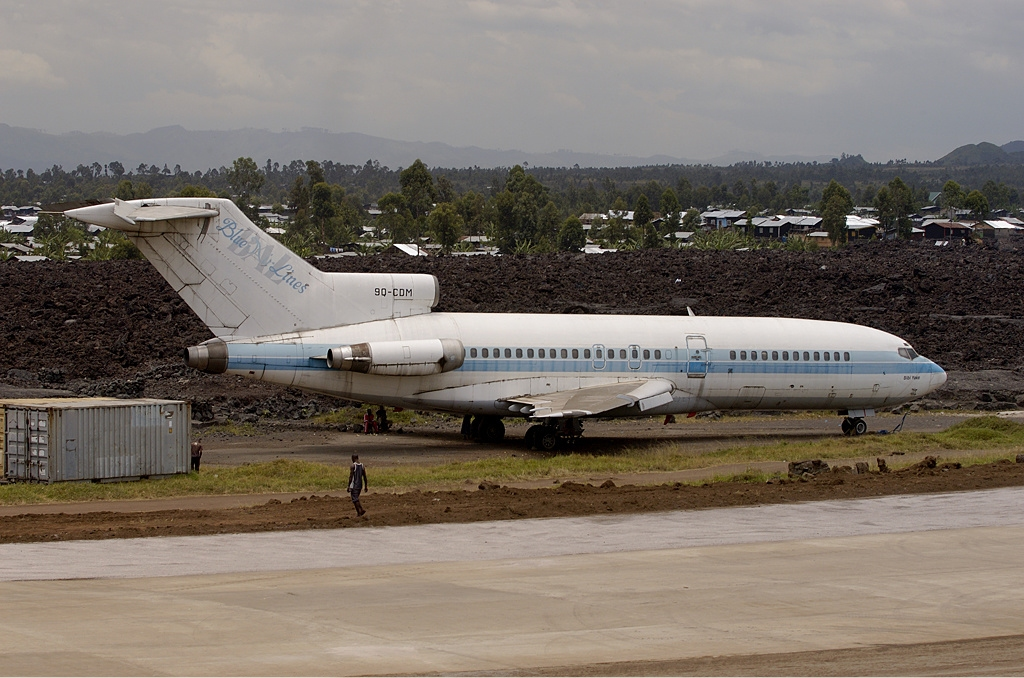
9Q-CDM, un des 727 utilisés dans l'attaque initiale sur la base aérienne de Kitona.

Le matin du 4 août, les deux 727 atterrissent en premier, utilisant leurs escaliers pour décharger les commandos de l'UCH alors que l'avion roulait encore. L'aérodrome et les principales installations de la base aérienne de Kitona sont capturés en 30 minutes, et les deux 707 restants atterrissent et déchargent leurs troupes et leurs fournitures. Les quatre avions ont continué à voler entre Kitona et le Rwanda, et le 5 août, plus de 3 000 soldats rwandais et ougandais avaient été transportés par avion à Kitona. Après que l'aérodrome ait été sécurisé, Kabarebe a convaincu et soudoyé des unités locales de l'armée congolaise de se joindre à sa force d'invasion. Ces nouvelles recrues ont ajouté plus de 2 000 rebelles congolais, ainsi que des chars de type 59 et de type 62 et des canons anti-aériens ZU-23,,,.

### Actions sur la côte

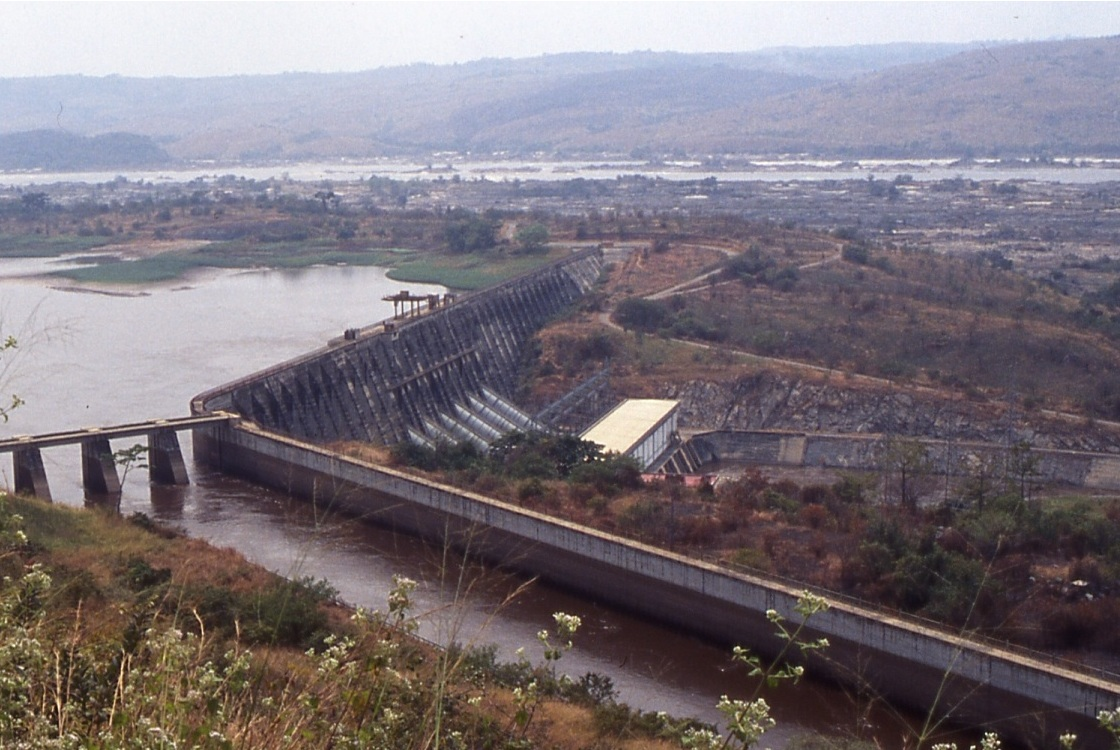
Inga I, l'un des barrages Inga, une cible clé de l'opération.

Cette force a rapidement écrasé les forces congolaises locales fidèles à Kabila. Le 5 août, l'infrastructure pétrolière voisine de Moanda et le port de Banana ont été capturés. Des viols et des pillages généralisés ont eu lieu dans les zones occupées par les Rwandais. Le 7 août, Boma est capturée, à 100 km à l'intérieur des terres de Kitona. Le 10 août, Matadi, le plus important port maritime du Congo est tombé aux mains des envahisseurs. Trois jours plus tard, le 13 août, les barrages d'Inga, un objectif clé de l'opération, sont sécurisés. Immédiatement après son arrivée, Kabarebe a ordonné l'arrêt des turbines, coupant complètement l'électricité de la ville de Kinshasa.

### Le chaos à Kinshasa

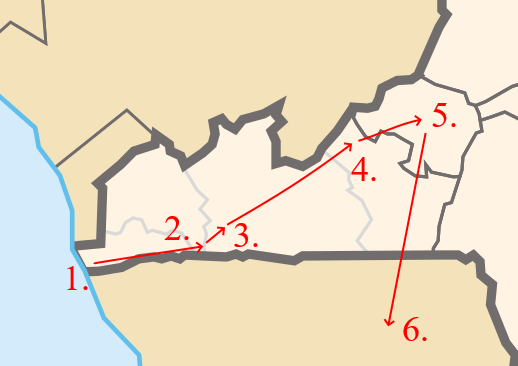
1. Débarquement initial du Rwanda à Kitona
2. Capture de Matadi
3. Capture des barrages de l'Inga
4. Les défaites rwandaises à Kasangulu
5. Bataille pour l'aéroport de N'Djili
6. La retraite rwandaise en Angola

À ce moment-là, le gouvernement de Kabila était dans le chaos; Kinshasa était coupée du monde extérieur et sans électricité, des parties de l'est du Congo étaient sous le contrôle des rebelles et des troupes rwandaises bien armées n'étaient qu'à 230 km de Kinshasa. Cela a provoqué la panique parmi le gouvernement et la population en général à travers Kinshasa. Le gouvernement et les médias de Kabila ont appelé la population à se mobiliser pour protéger la capitale et déraciner les déloyaux du régime. Les Banyamulenge, les Tutsis, les opposants politiques, ainsi que les citoyens ordinaires considérés comme des ennemis, étaient soumis à la saisie de biens, à l'emprisonnement, au viol, à la torture et à l'exécution sommaire,,.

## Intervention étrangère

### Intervention zimbabwéenne

Dessin d'un Alouette III de l'armée de l'air du Zimbabwe, déployé au Congo en 1998. En tant qu'hélicoptère de combat, il est armé de deux mitrailleuses 30.

Kabila était en pourparlers avec le Zimbabwe depuis avant le déclenchement de la guerre, et le 4 août, Robert Mugabe, le président du Zimbabwe, et Kabila ont signé un traité de coopération militaire. Le 8 août, un contingent du SAS zimbabwéen dirigé par le maréchal de l'air Perrance Shiri est arrivé à l'aéroport de N'Djili, à l'extérieur de Kinshasa. Cette action, nommée en code Opération légitimité de la souveraineté, marque le début de l'implication du Zimbabwe dans la deuxième guerre du Congo. Le 12 août, plus de 800 parachutistes zimbabwéens et plusieurs véhicules blindés Cascavel avaient été transportés par avion à Kinshasa. Kabila a poursuivi ses appels à l'aide de la Communauté sud-africaine de développement et, le 17 août, le Zimbabwe et la Namibie ont accepté de soutenir ses efforts pour lutter contre les diverses menaces contre son régime. L'Angola est restée favorable, mais s'est abstenu d'entrer en guerre, tandis que l'Afrique du Sud a exhorté à de nouveaux pourparlers. Les efforts de renfort zimbabwéens s'intensifient et, le 22 août, les troupes zimbabwéennes à N'Djili totalisent plus de 800 soldats au sol, de soutien au sol et de pilotes, 15 Cascavels, 8 avions de combat et d'attaque légère, et plus d'une douzaine d'hélicoptères Alouette III et AB 412 configurés pour une utilisation de chasse et de transport,,,,,,.

### Les échecs rwandais
Alors que Kabila cherchait des alliés, Kabarebe poursuivait son avancée vers Kinshasa. Le 11 août, les forces rwandaises ont été pris en embuscade avant de pouvoir commencer une attaque sur Kasangulu, à 45 km au sud de Kinshasa. Le 17 août, la force principale rwandaise avait avancé jusqu'à Kinsielele, à 30 km au sud de Kinshasa, en utilisant des routes de campagne avant de manquer de carburant. À partir de ce moment, le soutien aérien zimbabwéen s'est avéré inestimable, car les Rwandais étaient relativement mal équipés pour se défendre contre les attaques aériennes. À cet égard, ils dépendaient entièrement des canons ZU-23 des mutins de la FAC, dont ils manquaient d'expérience. Cela s'est avéré particulièrement dévastateur le 24 août, lorsque les chars rwandais ont été repérés par un hélicoptère de la ZAF à l'extérieur de Kasangulu. Le réservoir de plomb a été désactivé, donnant aux parachutistes zimbabwéens le temps de mettre en place une embuscade plus loin le long de la route. Dans l'escarmouche qui s'ensuivit, plusieurs des chars capturés furent détruits, et la plupart des autres capturés. Les Rwandais étaient maintenant retardés de plusieurs kilomètres à l'extérieur de Kinshasa, avec peu d'armure restante et sous la menace constante d'une attaque aérienne zimbabwéenne.

### L'intervention angolaise

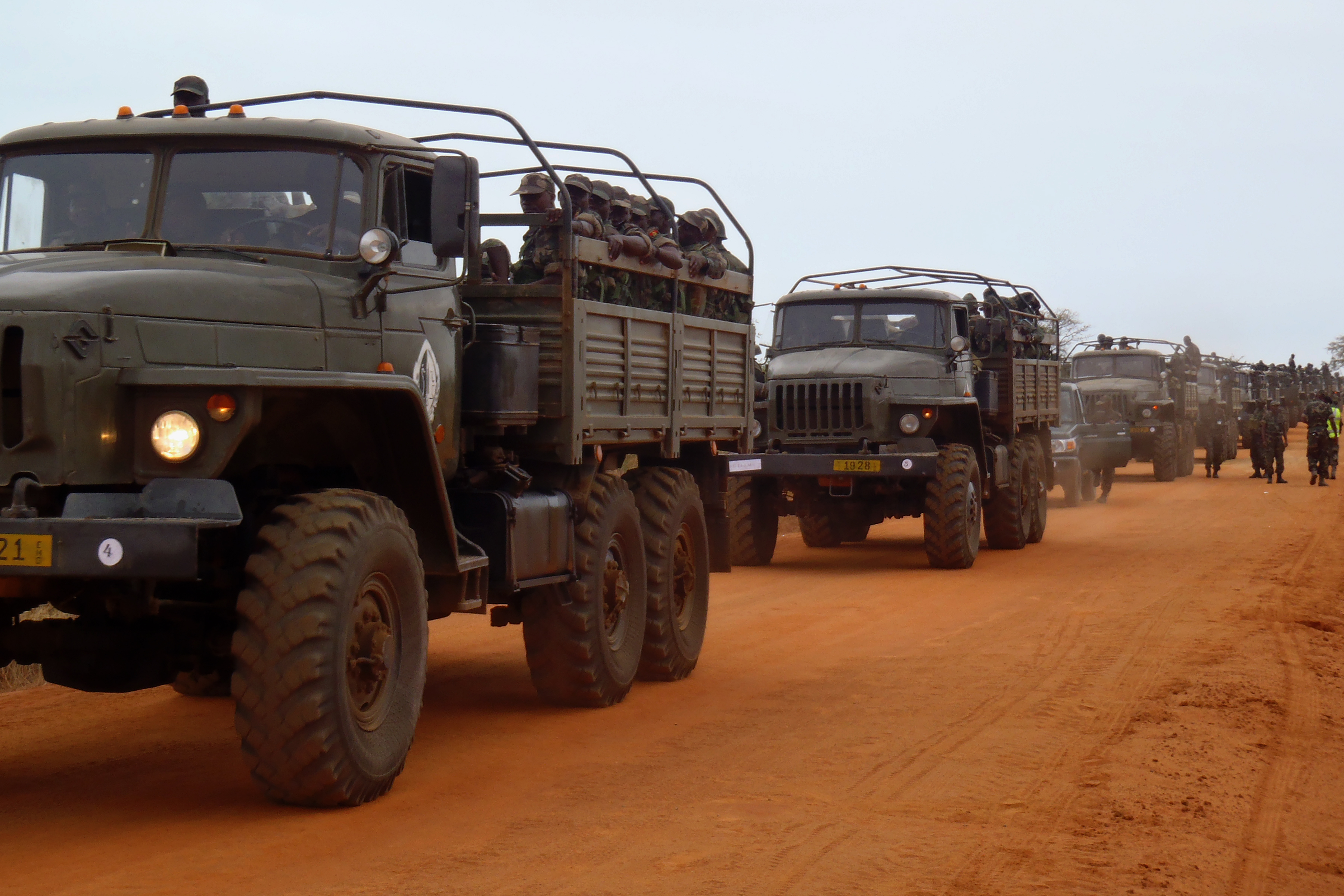
Personnel de l'armée angolaise, avec un équipement similaire à celui utilisé en 1998.

Avant le début de l'opération, les services de renseignement rwandais avaient indiqué que l'Angola n'avait pas l'intention d'aider le régime de Kabila. Sous Kabila, le Congo avait abrité des membres de l'UNITA, un groupe insurgé en conflit avec le MPLA depuis l'indépendance de l'Angola du Portugal. Bien que cette information soit exacte en ce qui concerne de nombreux membres de l'armée angolaise, José Eduardo dos Santos, le président de l'Angola, est resté un ami de Kabila. Le 22 août, une force de 2 500 Angolais est entrée au Congo, reprenant Kitona le lendemain matin. Cependant, l'arrière-garde rwandaise a continué à se battre, Banana et Moanda résistant jusqu'au 28. Une fois reprises, ces villes ont de nouveau été victimes de viols et de pillages par les troupes angolaises victorieuses. Il est largement admis que le régime de Kabila n'aurait pas survécu à l'opération sans l'intervention angolaise,,,,.

## La bataille de Kinshasa

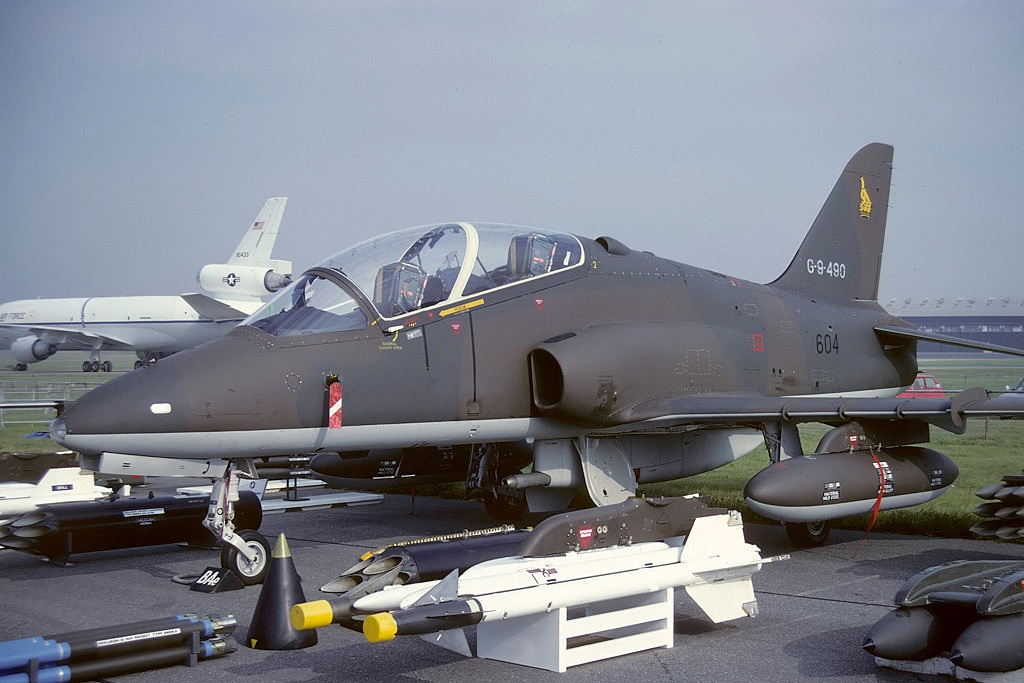
Un ZAF Hawk similaire à ceux utilisés dans la défense de l'aéroport de N'Djili

Alors qu'il était coupé de la côte et des renforts, Kabarebe commandait encore près de 15 000 soldats dans un état d'esprit élevé à la périphérie de Kinshasa. Au lieu d'attaquer le long de la route de Kasangulu une troisième fois, Kabarebe réalise que les Zimbabwéens à N'Djili sont à la fois en infériorité numérique et le seul véritable soutien au gouvernement Kabila, compte tenu de la performance peu fiable des troupes restantes des FAC. Le major-général zimbabwéen Mike Nyambuya s'en est rendu compte et, le 25 août, a déployé de nombreuses équipes SAS à la périphérie de Kinshasa dans le but de retarder l'avance rwandaise. Bien que ces mesures aient été initialement efficaces, le 26 août, des mutins des FAC déguisés en soldats des FAC en retraite toujours fidèles à Kabila ont réussi à se faufiler dans la ville. L'un de ces groupes s'est dirigé vers l'aérodrome de N'Djili, où ils ont réussi à se rapprocher de l'aéroport à moins de 100 mètres avant d'être découverts et abattus par les troupes zimbabwéennes qui le gardaient,,.
La deuxième vague de Rwandais et de mutins des FAC a réussi à submerger les défenseurs, et les Rwandais ont capturé l'extrémité ouest de la piste ainsi que le terminal principal et les hangars. La tour de contrôle et l'extrémité est de la piste sont restées entre les mains du Zimbabwe. De là, tous les hélicoptères et jets restants de la ZAF ont été mis en vol. Ils ont continuellement frappé les positions rwandaises dans toute la ville pour le reste de la journée. Cet après-midi-là, deux hélicoptères de la ZAF ont extrait Kabila du palais présidentiel, qui a ensuite été transporté en lieu sûr à Lubumbashi. Les combats sporadiques se poursuivent à travers Kinshasa pour le reste du 26,,,.

Situation à Kinshasa du 11 au 27 août 1998

Le matin du 27 août, Kabarebe déploie ses derniers chars et ses canons antiaériens dans une dernière tentative de capturer le reste de l'aérodrome. Tout au long de la journée, les avions de la ZAF ont effectué des sorties continues, décollant du côté nord de la piste sous contrôle zimbabwéen, bombardant les positions rwandaises du côté sud, puis retournant pour être ravitaillés en carburant et réarmés. Au plus fort des combats, le temps moyen de retour de l'avion était réduit à moins de cinq minutes. En raison de l'attaque constante de l'air et de la défense déterminée du reste de l'aérodrome, le premier assaut rwandais n'a pas pu prendre de terrain. Une deuxième attaque plus tard dans l'après-midi a également échoué et a entraîné la perte de tous les chars et canons anti-aériens restants,.
Nyambuya a ordonné une contre-attaque pour reprendre l'aérodrome au début du 28, qui a rencontré une forte résistance. Finalement, les Rwandais ont été délogés et forcés de se retirer dans les quartiers de Kimbanseke et Masina où ils avaient préparé des tranchées et d'autres travaux défensifs au cours des jours précédents. Deux jours de guerre de tranchées se succèdent jusqu'au 30 août, lorsque Kabarebe et les troupes rwandaises et ougandaises restantes abandonnent les mutins des FAC et fuient vers le sud dans la jungle. Cela a marqué la fin des combats organisés pour Kinshasa et l'opération Kitona.

## La retraite de Kabarebe
Les forces de Kabarebe étaient maintenant dans une position difficile; elles étaient à près de 1 500 km des forces alliées les plus proches au Kivu et entourées de trois côtés. À l'ouest se trouvait Kitona, qui était maintenant sous le contrôle des Angolais qui se dirigeaient maintenant vers Kinshasa, au nord se trouvait le fleuve Congo que Kabarebe n'était pas en mesure de traverser en raison d'un manque de bateaux, et à l'est se trouvaient 1 500 km de jungle et l'armée congolaise. En conséquence, ils se sont dirigés vers le sud en direction de l'Angola et des forces amies de l'UNITA. Le 1er septembre, les troupes angolaises avec le soutien des commandos zimbabwéens du SAS ont finalement repris les barrages Inga, dont les défenseurs ougandais se sont échappés pour se retrouver avec la force d'attaque rwandaise restante. À ce moment-là, Kabarebe avait identifié un aérodrome à l'extérieur de la ville angolaise de Maquela do Zombo, défendu par plus de 400 Angolais. Les troupes rwandaises ont pris le temps de reprendre des forces et, à la mi-septembre, ont lancé une attaque sur l'aérodrome avec l'aide d'insurgés locaux de l'UNITA, en prenant rapidement le contrôle.
Cependant, la piste était trop courte et devait être allongée pour permettre aux gros avions cargo d'atterrir pour terminer l'évacuation. Pendant les deux mois suivants, les hommes de Kabarebe ont travaillé à allonger la piste de 1 400 m à 1 800 m. Au cours de cette période, ils ont également repoussé de nombreuses attaques angolaises, dont une composée de plus de 26 véhicules blindés. Une fois la piste allongée, les transports ont effectué plus de 30 vols pour évacuer les Rwandais et les Ougandais restants sous le couvert de l'obscurité. Le 24 décembre, tous les Rwandais et Ougandais restants, soit environ 3.000 personnes, étaient rentrés au Rwanda,,,.

## Résultats

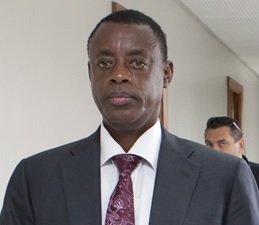
James Kabarebe en 2012

Après la retraite de Kabarebe, les troupes congolaises, zimbabwéennes et angolaises passent une grande partie des mois suivants à rétablir l'ordre dans tout l'ouest du Congo. Dans les violences qui ont suivi, des milliers de personnes soupçonnées d'être des rebelles ont été violées, torturées et tuées. Les ~ 12 000 rebelles restants du FAC ont fui dans la jungle, ont changé de camp à nouveau ou ont été tués sur le champ.
Trois ans après l'échec rwandais à déposer Laurent-Désiré Kabila, il a été assassiné par ses propres gardes du corps le 16 janvier 2001. Son fils Joseph lui succéda. Bien que les puissances des deux côtés s'attendaient à ce que le conflit se termine peu après l'échec de l'opération, l'opération Kitona a servi d'ouverture à la deuxième guerre du Congo, qui se poursuivra pendant encore 5 ans et coûtera plus de 5 millions de vies,,,,. Bien qu'une défaite pour les Rwandais, James Kabarebe deviendrait un héros national au Rwanda pour son leadership pendant l'offensive.
L'opération est également étudiée dans les collèges militaires du monde entier pour son utilisation innovante de l'infanterie aéroportée et pour ses échecs de renseignement; principalement la croyance erronée des Rwandais que l'Angola ne soutiendrait pas le gouvernement de Kabila.